# Блексед
Блексед е ноар комикс поредица, създадена от испанските автори Хуан Диас Каналес (сценарист) и Хуанхо Гуариндо (художник) и публикувана от френското издателство Dargaud. Въпреки че и двамата автори са испанци, основната им целева аудитория за Блексед е френският пазар и поради тази причина всички томове от поредицата се публикуват първо на френски език, а на испански – около месец по-късно. Първият том Някъде сред сенките е публикуван през ноември 2000 г. Вторият том Арктическа нация е публикуван през 2003 г. През 2005 г. е публикувана третата част от поредицата, която е с подзаглавие Червена душа. Пет години по-късно, през 2010 г., е публикувана четвъртата част със заглавие Адът, тишината. Петият том Амарило е издаден през 2013 г., а шестият – Всичко рухва, част първа, през 2021 г. Седмият том от поредицата Всичко рухва, част втора е публикуван през 2023 г.
Поредицата е преведена на арабски, български, испански, каталонски, китайски, хърватски, чешки, датски, холандски, английски, фински, немски, гръцки, унгарски, исландски, италиански, японски, норвежки, полски, португалски, румънски, руски, сръбски, шведски, турски и украински език.

## Описание
Предадени в стила на филм ноар, историите се развиват в края на 50-те години на миналия век в Съединените щати. Всички герои са антропоморфни животни, чийто вид отразява тяхната личност, характер и роля в историята. Често се използват животински стереотипи: например, почти всички полицаи са кучета (като немски овчарки, хрътки и лисици), докато героите от подземния свят често са влечуги или земноводни. Женските персонажи често са много по-човешки изглеждащи, отколкото мъжките.
Поредицата се опитва да отрази мръсна, реалистична перспектива и мрачен кинематографичен стил чрез сравнително чисти, реалистични линии. Подробните акварелни рисунки, включително места и градове от реалния живот, също допринасят за реалистичното усещане на поредицата, въпреки факта, че героите са животни. Стилът на рисуване се развива в поредицата, като по-късните издания показват по-отчетлив цвят с по-високо качество и по-малко зърнести линии.

## Главни герои
- Джон Блексед (котка) е частен детектив. Той е отгледан в беден квартал и прекарва голяма част от младостта си, бягайки от полицията. Това и службата му във Втората световна война вероятно обясняват уменията му в стрелбата и бойните изкуства. Той също така прекарва една година в колежа, учейки история, преди да бъде изключен. Подобно на други детективи, Блексед разказва своите истории, добавяйки цинични коментари за злините в света около него. Нещастен в любовта, изглежда, че никога не успява да създаде трайна връзка, често поради обстоятелства извън неговия контрол. Той обикновено носи тъмен костюм.
- Уийкли (червена невестулка) е помощник на Блексед. Не обича сапун и вода и има проблем с миризмите. Притежава оптимистична нагласа. Работи като разследващ журналист в таблоид.
- Смирнов (немска овчарка) е полицейски комисар. Той понякога помага на Блексед да достигне до богатите и могъщи, които самият той не може да докосне поради „натиска отгоре“.

## Камео
Поредицата понякога включва антропоморфни версии на известни личности, най-вече в Червена душа. Адолф Хитлер е представен като котка (вероятно в знак на почит към графичния роман Маус на Арт Шпигелман), сенатор Джоузеф Маккарти като сенатор Гайо (петел), Марк Ротко като Сергей Литвак (мечка), Алън Гинсбърг като Грийнберг (бизон), а Ото Либер (бухал) силно прилича на много от учените, участващи в проекта „Манхатън“ в Лос Аламос.

## В България
Поредицата е издадена в България от Артлайн Студиос в превод на Венелин Пройков.